# 杭州西駅
杭州西駅（こうしゅうせい-えき）は、中華人民共和国浙江省杭州市余杭区に位置する中国国家鉄路集団（CR）上海鉄路局が管轄する駅。これは2022年アジア競技大会のインフラ整備の一環です。
本項では、近接する杭州地下鉄の火車西站駅（かしゃせいヂャンえき）についても記述する。

## 乗り入れ路線
中国国家鉄路集団
商杭旅客専用線
杭温高速鉄道
杭州地下鉄
■ 3号線
■ 19号線

## 歴史
- 2019年9月17日：着工。[2]
- 2022年9月22日：開業。[3][4]

## 駅構造

### 中国国家鉄路集団
11面20線の高架駅で、島式ホームが5面、単式ホームが1面設置されています。現在は商杭旅客専用線および杭温高速鉄道が停車しており、将来的には杭臨績線および滬乍杭高速鉄道も停車する予定です。

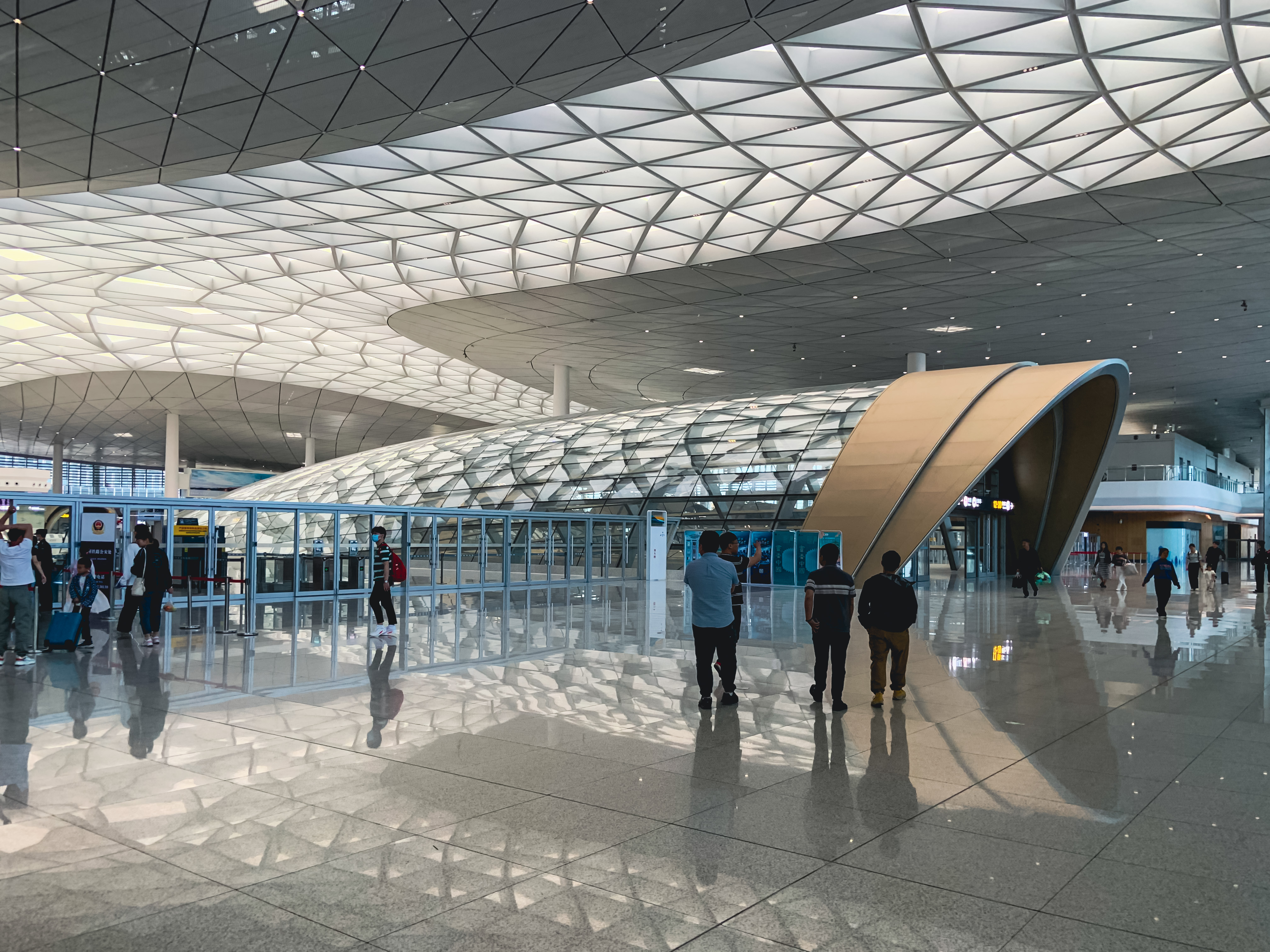
コンコース
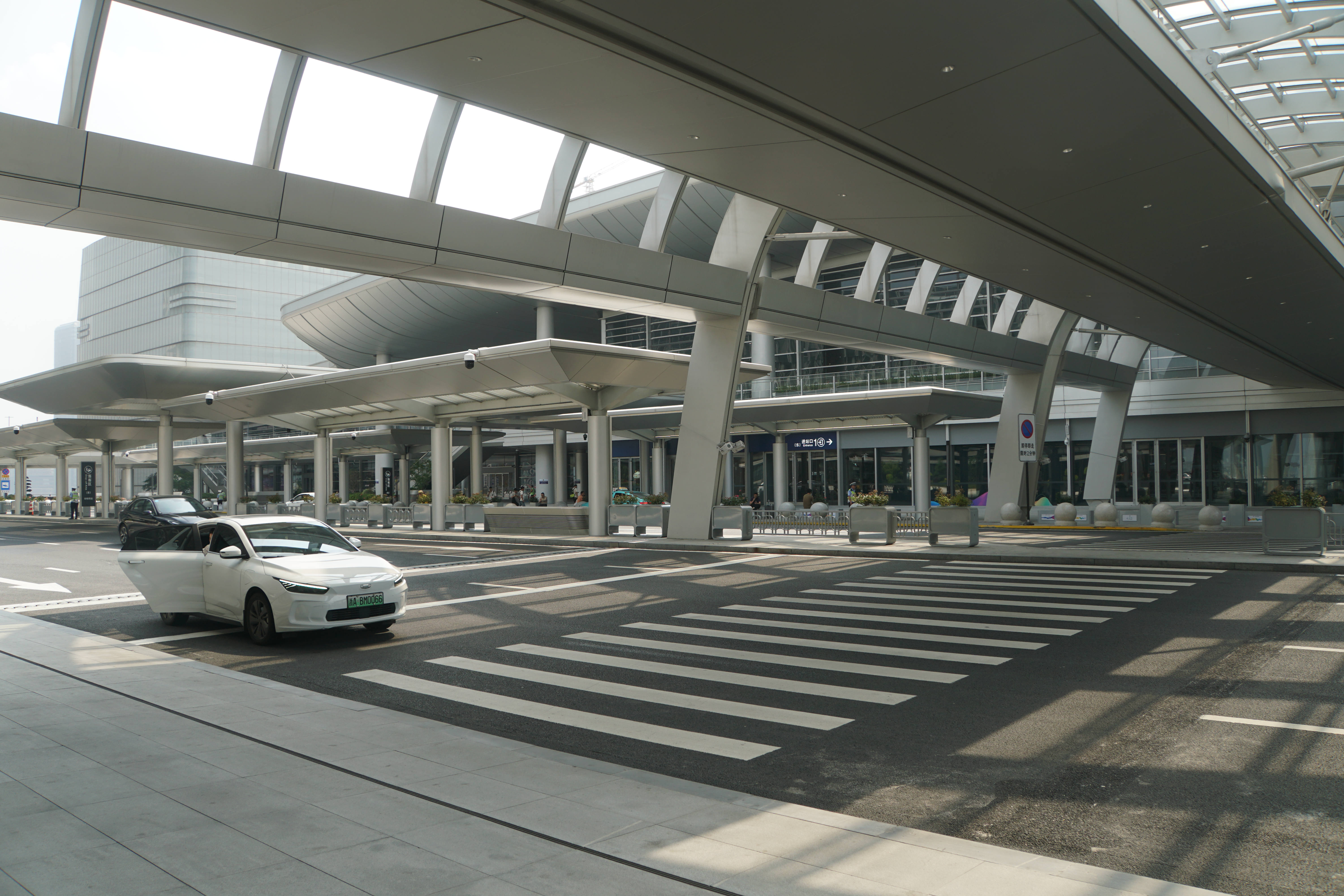
東側降車エリア
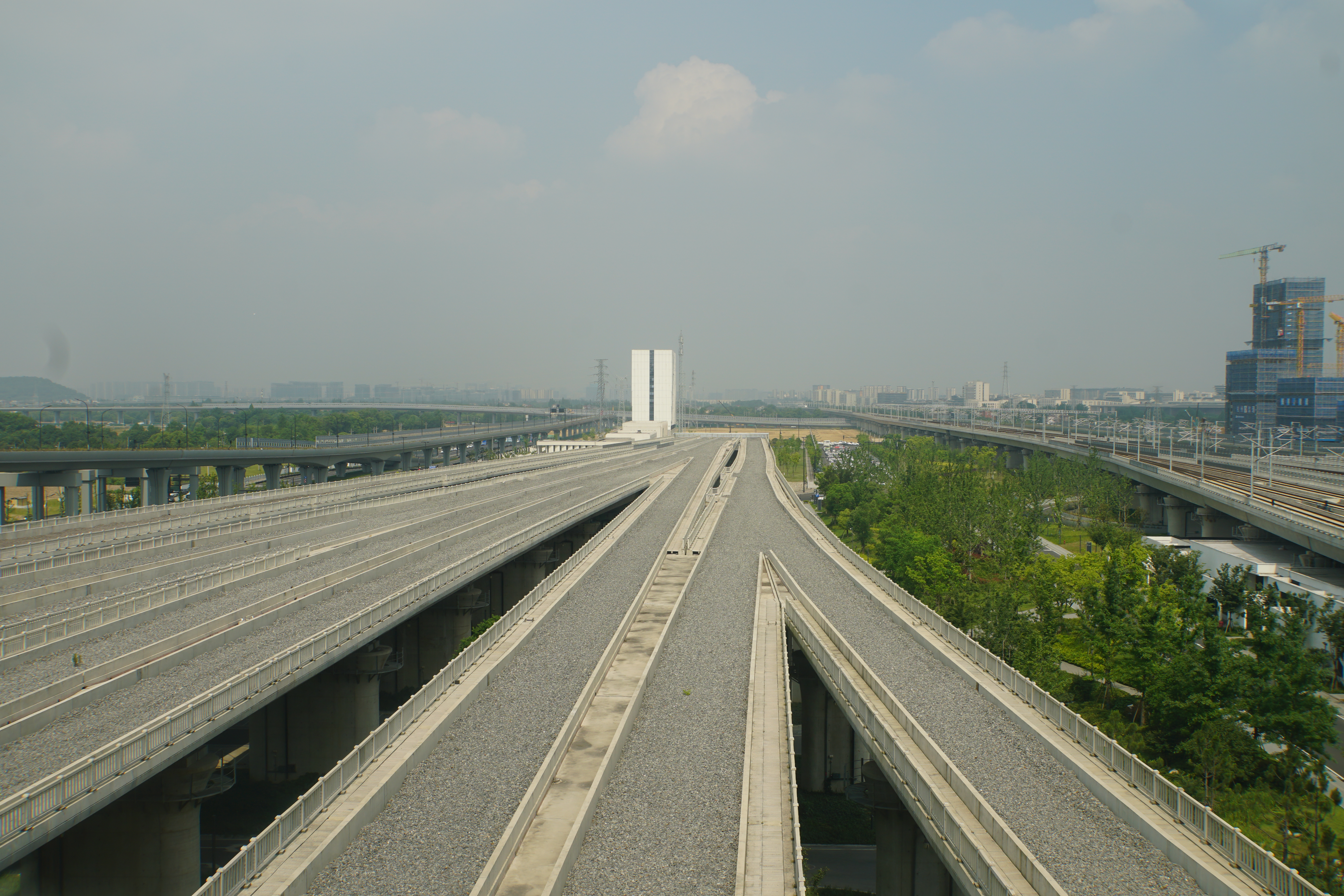
将来の滬乍杭高速鉄道に備えた予備軌道

### 杭州地下鉄
島式ホーム2面4線を有する地下駅である。3号線の軌道は内側にあり、19号線は外側にあります、同一方向の乗り換えは同一ホームで可能となっている。

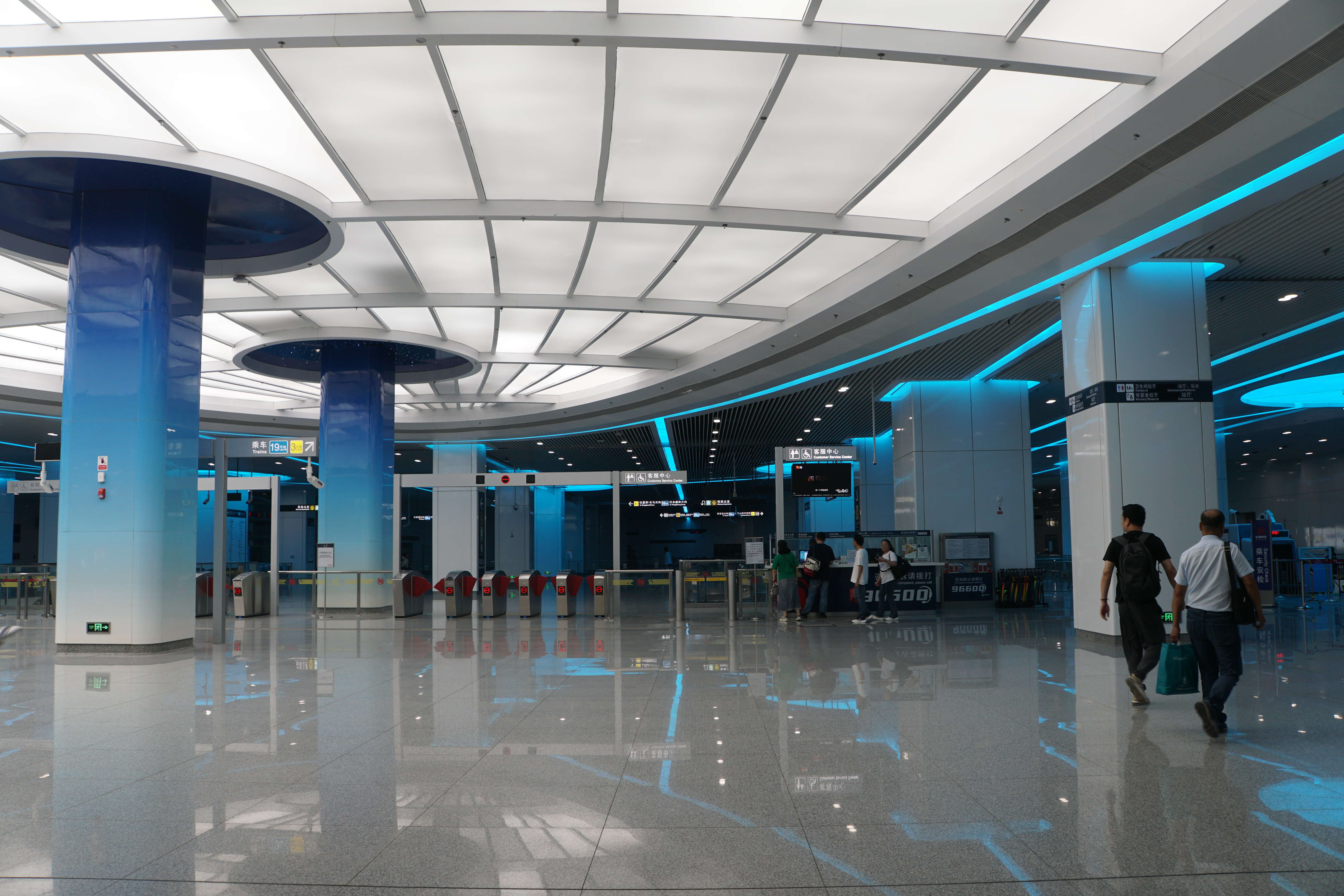
改札階
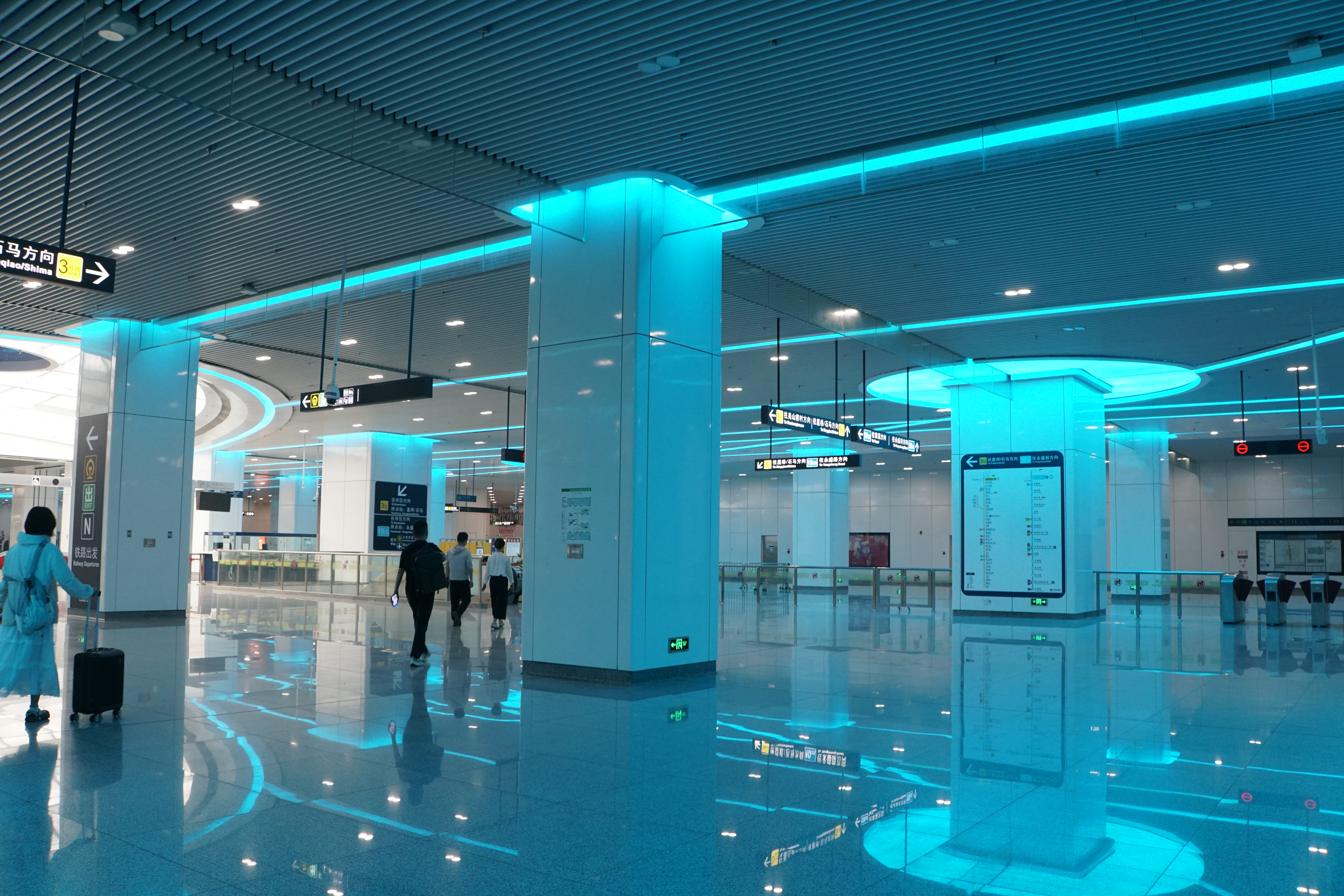
改札階
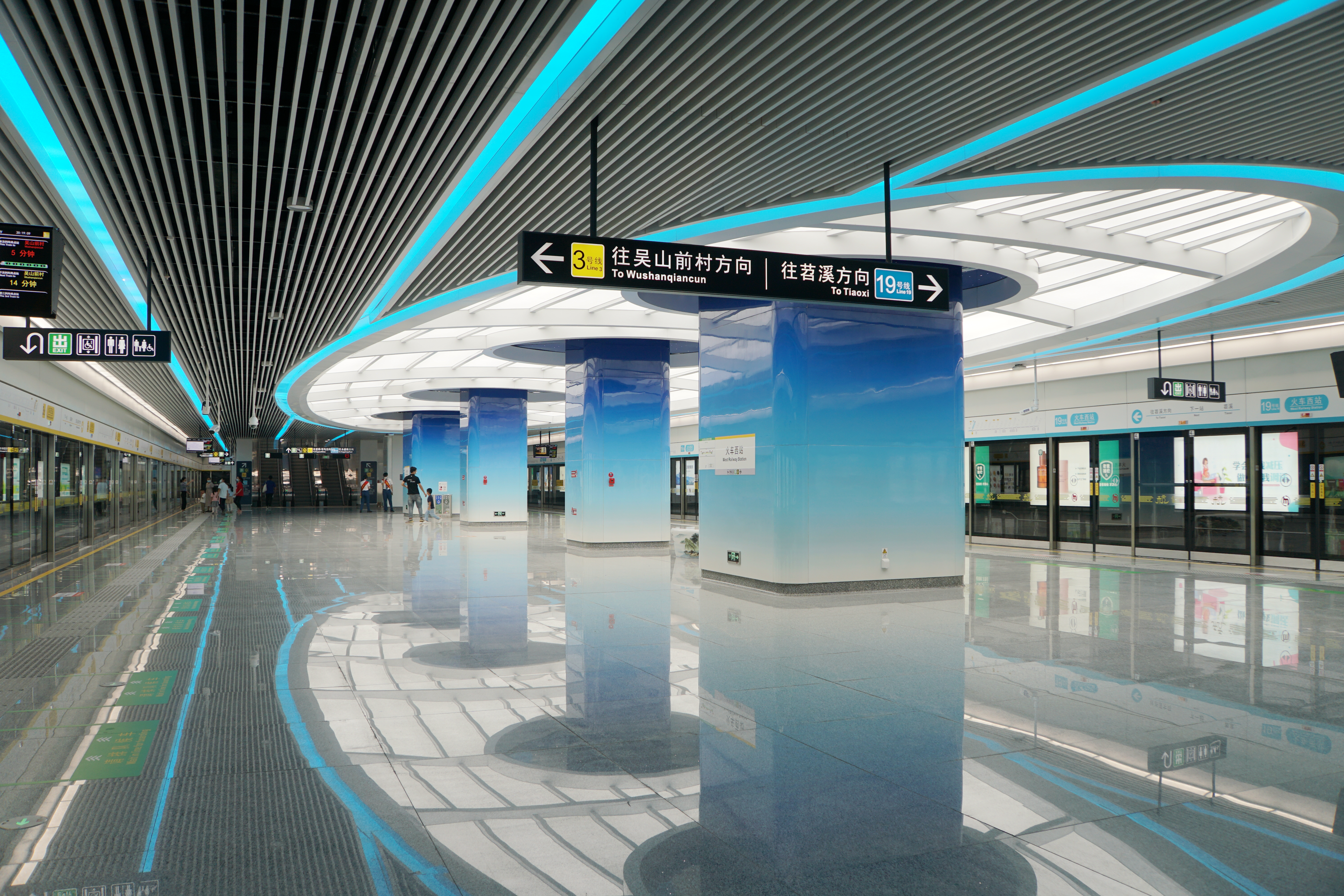
3号線呉山前村方面と19号線苕渓方面ホーム
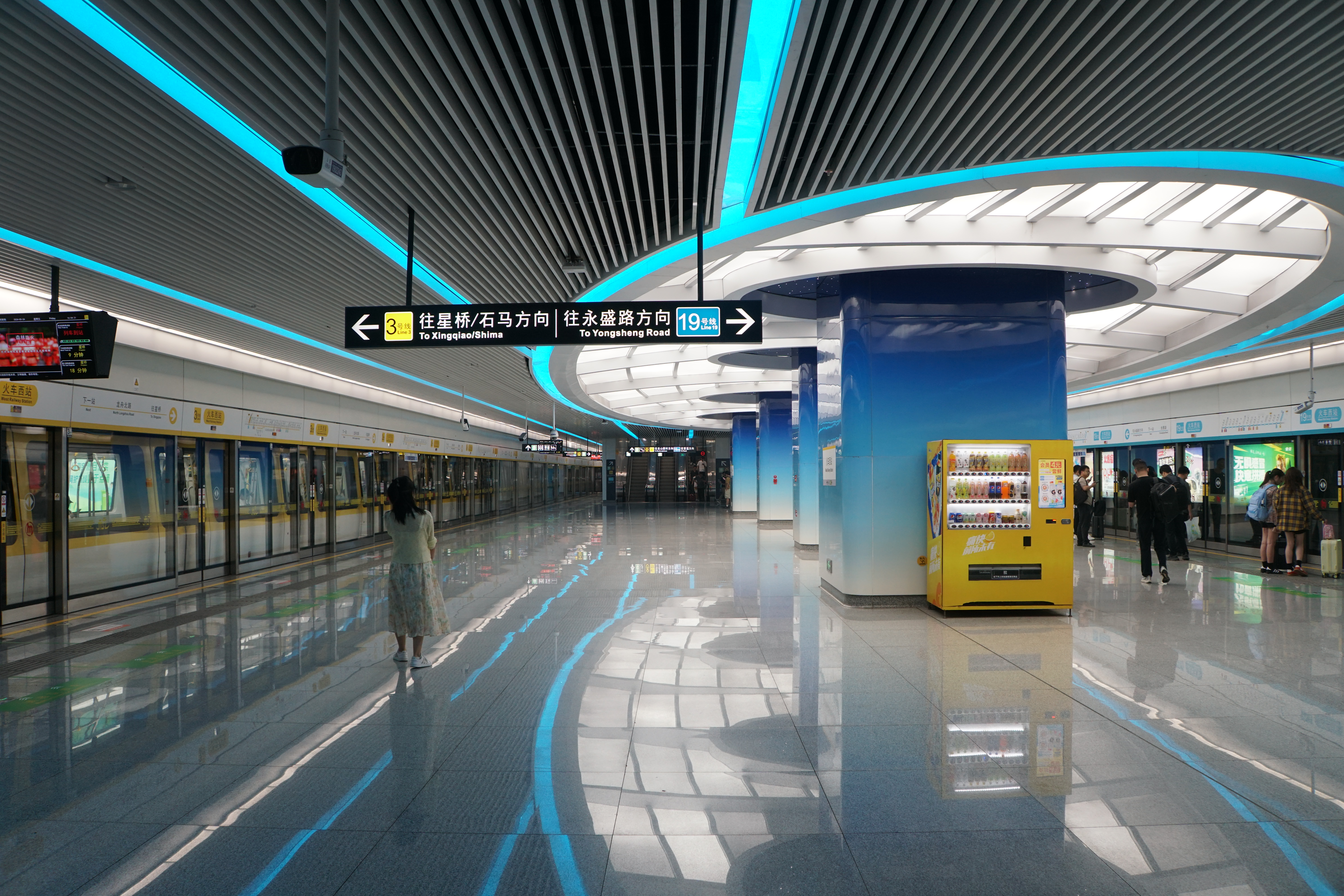
3号線星橋方面と19号線永盛路方面ホーム

#### のりば
| 番線 | 路線     | 行先                                          |
| ---- | -------- | --------------------------------------------- |
| 3    | ■ 19号線 | 現在：降車ホーム・将来：苕渓方面              |
| 1    | ■ 3号線  | 呉山前村方面                                  |
| 2    | ■ 3号線  | 西渓湿地南・武林広場・星橋方面                |
| 4    | ■ 19号線 | 火車東站（東広場）・ 蕭山国際機場・永盛路方面 |

## バス路線
火車西站（駅構内始発）
- 349路，火車西站⇆地鉄三墩站（C・D）
- 382路，火車西站⇆汽車西站
- 404路，余杭西站⇆火車西站
- 467路，閑林公交中心站⇆火車西站
- 592路，火車西站⇆銀湖公交站
- 599B路，臨安公交北站⇆火車西站
- 8203路，火車西站⇆浙大公交站

火車西站西（駅外・途中の停留所）
- 420路，毛園岭公交站⇆浙大一院総部一期南門
- 478路，良渚公交中心站⇆地鉄創景路站A口
- 7497路，太平車站⇆浙大一院総部一期南門

## 隣の駅
中国国家鉄路集団
商杭旅客専用線
徳清駅 - 杭州西駅 - 富陽西駅
杭温高速鉄道
杭州西駅 - 富陽西駅
杭州地下鉄
■ 3号線
呉山前村駅 - 湯家村駅（未開業） - 火車西站駅 - 竜舟北路駅
■ 19号線
苕渓駅（未開業） - 火車西站駅 - 創景路駅